# 克利爾克里克鎮區 (密蘇里州庫珀縣)
克利爾克里克鎮區（英語：Clear Creek Township）是位於美國密蘇里州庫珀縣的一個行政鎮區。

## 地方資料
克利爾克里克鎮區的面積為130.64平方千米，當中陸地面積為130.34平方千米，而水域面積為0.30平方千米。根據2020年美國人口普查的數據，當地共有人口548人，而人口密度為每平方千米4.19人。